# 2008年大西洋飓风季时间轴

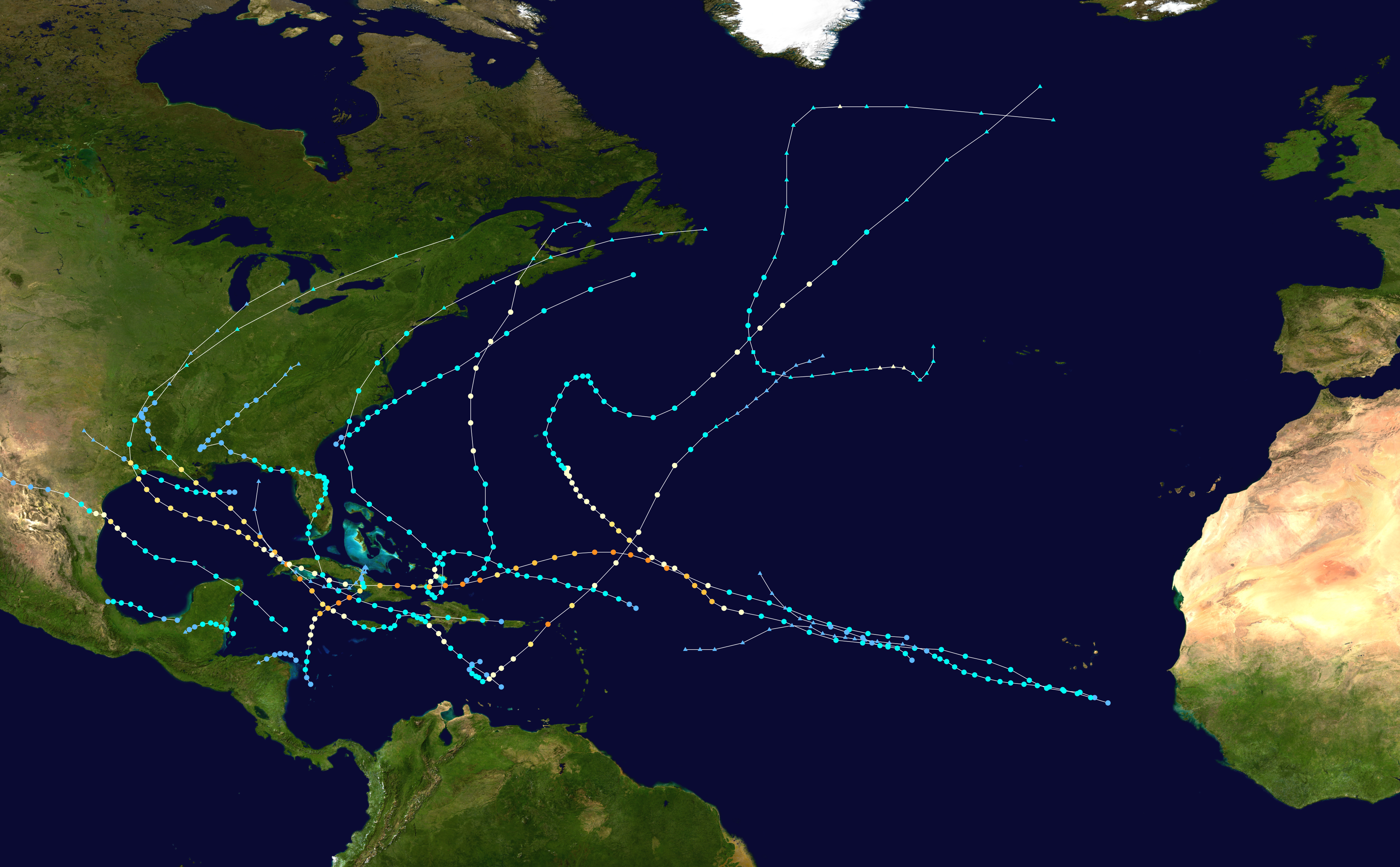
2008年大西洋飓风季所有风暴的路径图

2008年大西洋飓风季是有纪录以来第一个从7到11月间每个月都形成了一场大型飓风的大西洋飓风季。本时间轴中记录了全年大西洋所有热带和亚热带气旋形成、增强、减弱、登陆、转变成温带气旋以及消散的具体信息。还包括实际操作中没有发布的信息，如美国国家飓风中心在风暴过后进行的回顾和修整等。包括最大持续风速、位置、距离在内的所有数字都是经四舍五入换算成整数。飓风季从2008年6月1日正式开始，同年11月30日结束，传统上这样的日期界定了一年中绝大多数热带气旋在大西洋盆地形成和发展的时间段。不过今年的第一场气旋热带风暴亚瑟在5月30日就已形成，飓风帕洛玛是全季最后一场风暴，于11月10日消散。
气象学家在季前预测时就指出，由于持续存在的拉尼娜现象和大西洋盆地异常温暖的海面温度双重影响，本季的热带气旋数量很可能会高于平均水平。结果全季一共形成了17个热带气旋，其中16个增强成热带风暴，8场达到飓风强度，5场成为大型飓风。除了热带风暴娜娜以外，本季所有热带气旋都在一定程度上对陆地构成了影响。

## 事件时间轴

### 5月
5月31日

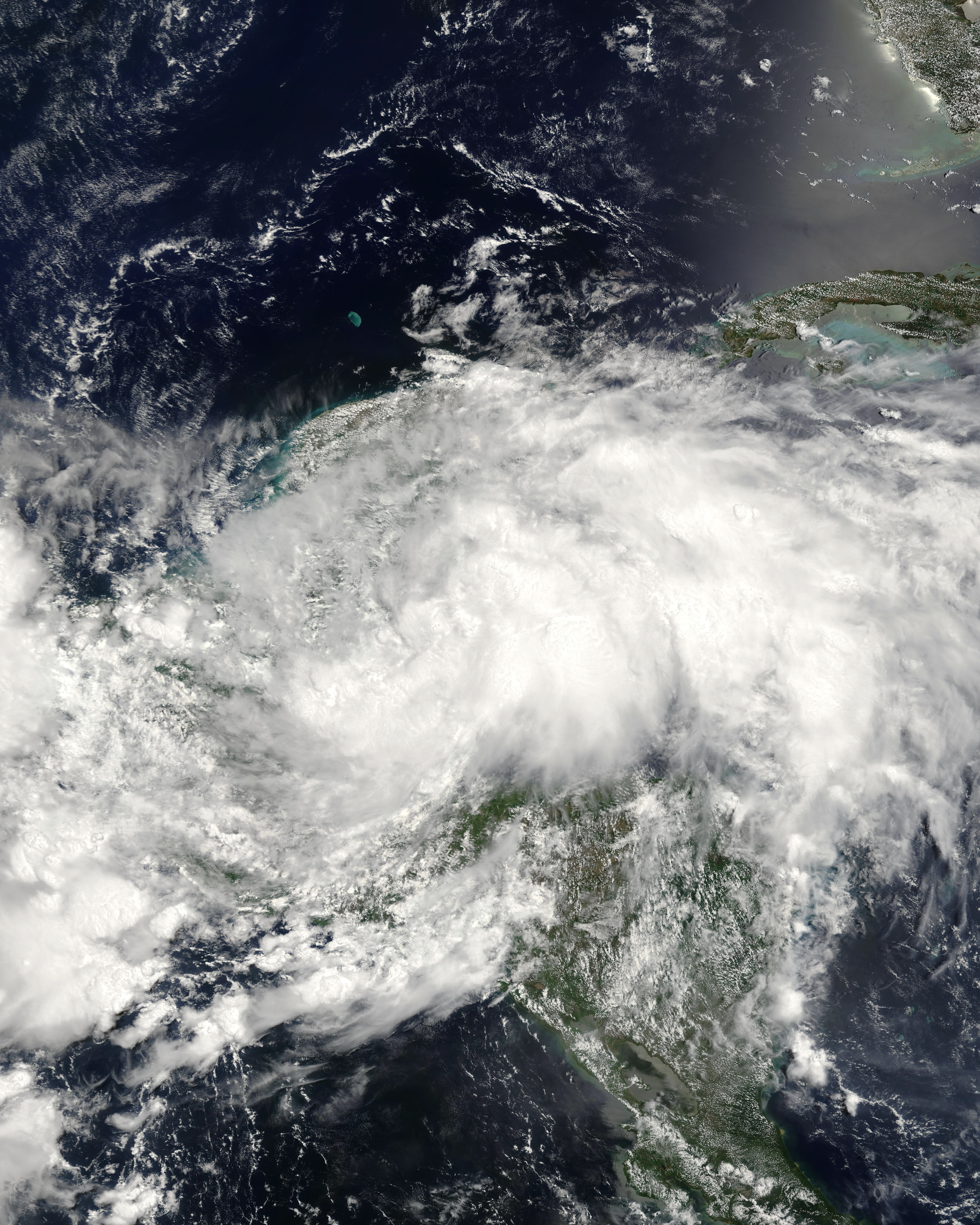
5月31日，获得命名后不久的热带风暴亚瑟。

- 协调世界时凌晨0点：伯利兹市以东约75公里海域的一片低气压区发展成热带风暴亚瑟[6] 。
- 早上6点：热带风暴亚瑟达到风速每小时75公里，气压1004毫巴（百帕，29.65英寸汞柱）的最高强度[6]。
- 上午9点：热带风暴亚瑟以风力时速75公里强度登陆伯利兹东北部，登陆点位于伯利兹市和切图马尔之间的中途位置[6]。

### 6月
6月1日
- 2008年大西洋飓风季正式开始[4]。
- 中午12点：热带风暴亚瑟在尤卡坦州上空、危地马拉和墨西哥北部边境以北约25公里处减弱成热带低气压[6]。

6月2日
- 凌晨0点：热带低气压亚瑟退化成一片没有对流的残留低气压区[6]。

### 7月
7月3日
- 早上6点：第二号热带低气压在佛得角群岛东南偏南方向约350公里洋面由一股东风波发展形成[7]。
- 中午12点：第二号热带低气压在佛得角群岛以南海域强化成热带风暴并获命名为“伯莎”（Bertha）[7]。

7月7日

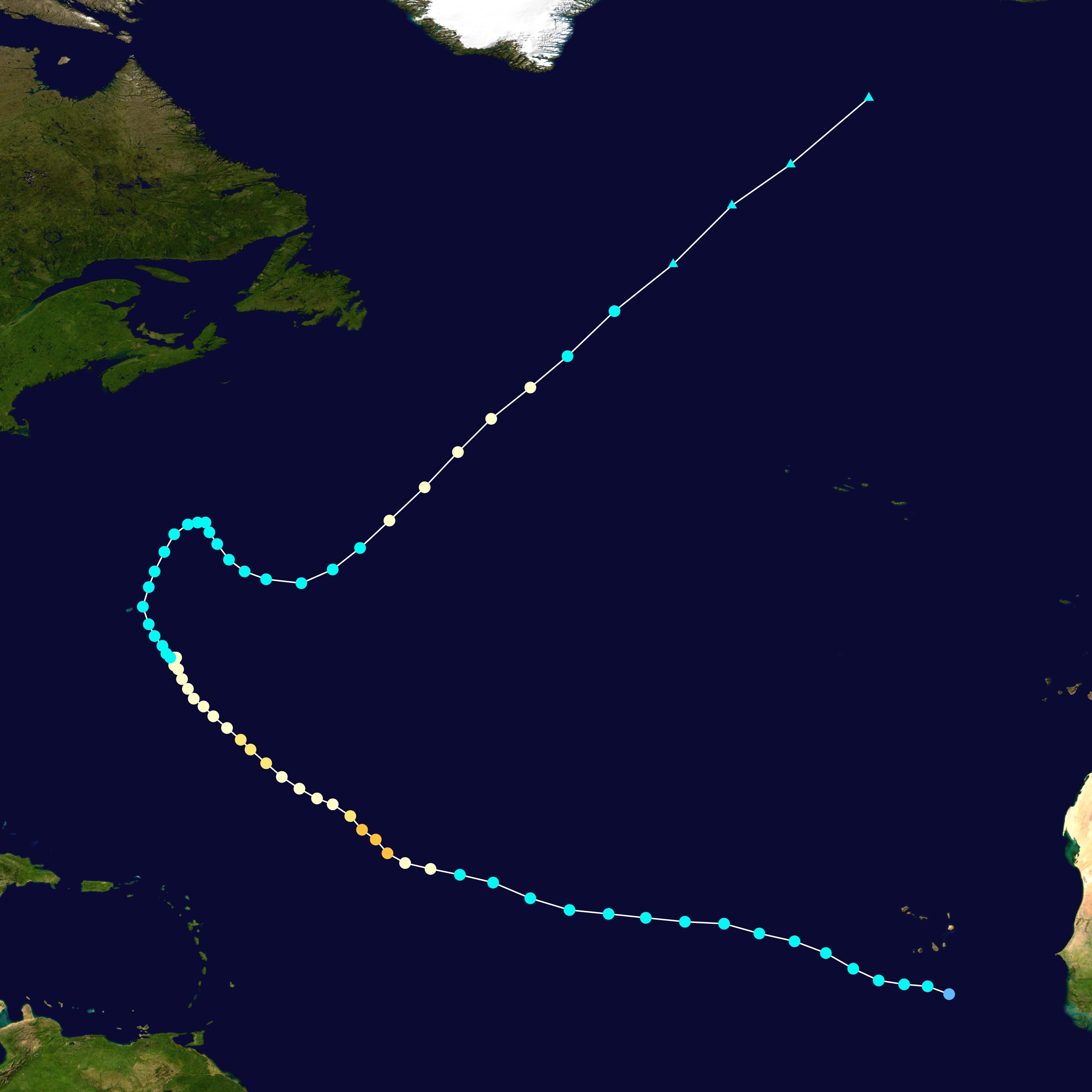
飓风伯莎的行进路线图

- 早上6点：热带风暴伯莎在背风群岛北部以东约1210公里洋面发展成本季首场飓风，强度在萨菲尔-辛普森飓风等级下可以达到一级[7]。
- 下午18点：飓风伯莎经爆发性增强成本季首场大型飓风[7]。
- 晚上21点：飓风伯莎达到风速每小时205公里，最低气压951毫巴（百帕，28.1英寸汞柱）的最高强度[7]。

7月8日
- 中午12点：飓风伯莎弱化成二级飓风[7]。
- 下午18点：飓风伯莎降至一级飓风强度[7]。

7月9日
- 下午18点：飓风伯莎重新达到二级飓风标准[7]。

7月10日
- 早上6点：飓风伯莎再度减弱成一级飓风[7]。

7月13日
- 中午12点：飓风伯莎降级成热带风暴[7]。

7月18日
- 下午18点：热带风暴伯莎第二次升级成一级飓风[7]。

7月19日
- 凌晨0点：第三号热带低气压在乔治亚州和南卡罗莱纳州边界以东约95公里海域由一片低气压区发展形成[8]。
- 中午12点：第三号热带低气压在南卡罗莱纳州近海达到热带风暴标准并获名“克里斯托瓦尔”（Cristobal）[8]。

7月20日

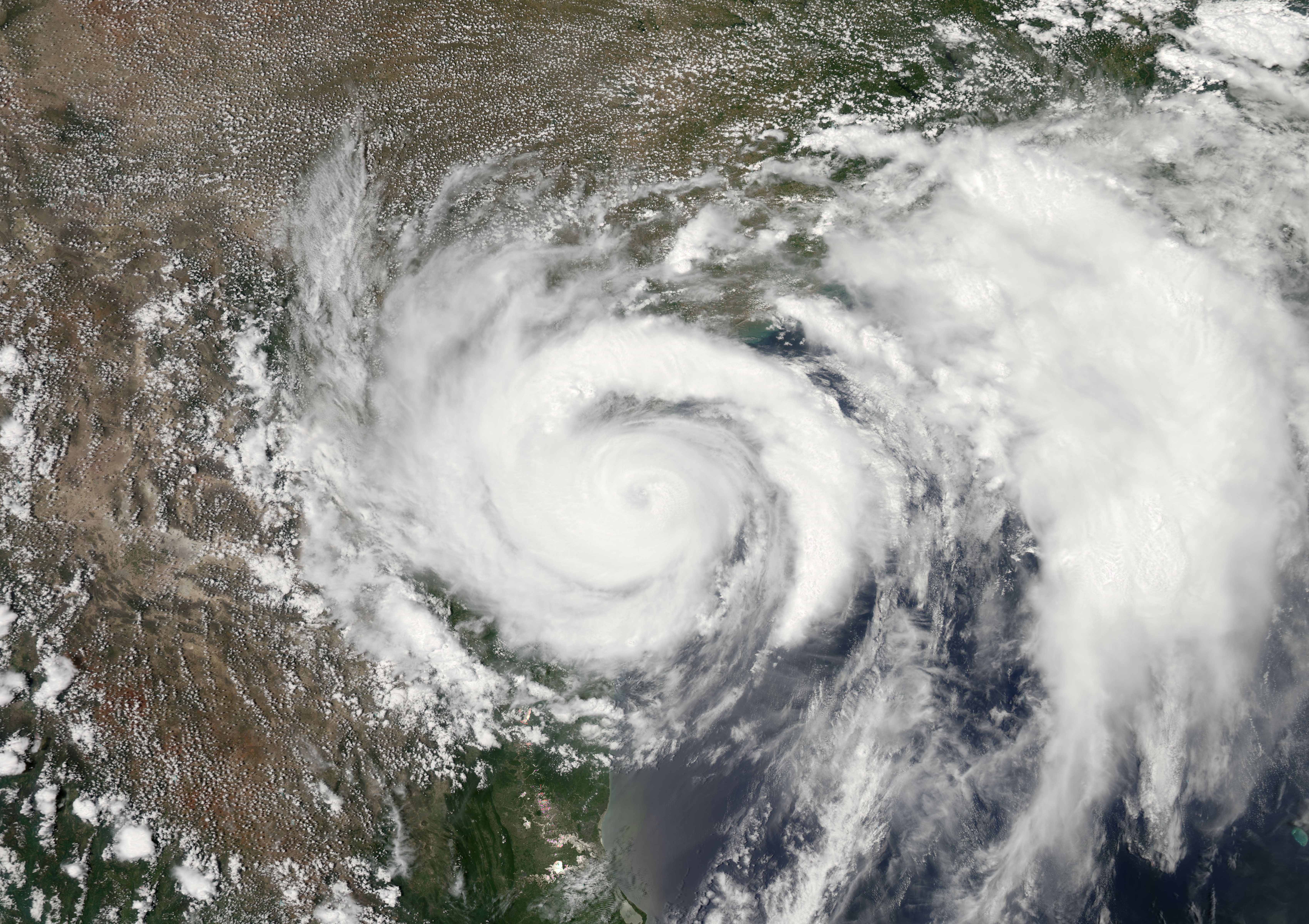
刚在德克萨斯州海岸线登陆不久的飓风多莉

- 凌晨0点：飓风伯莎又一次退化成热带风暴[7]。
- 中午12点：热带风暴伯莎转变成温带气旋[7]。
- 中午12点：墨西哥切图马尔以东约430公里洋面的一股东风波[注 3]发展成热带风暴并获名“多莉”（Dolly）[10]。

7月21日
- 早上5点30分：热带风暴多莉以风力时速85公里强度从坎昆附近登陆[10]。

7月22日
- 中午12点：热带风暴克里斯托瓦尔达到风速每小时105公里，最低气压998毫巴（百帕，29.5英寸汞柱）的最高强度[8]。

7月23日
- 凌晨0点：热带风暴多莉成为本季第2场飓风[10]。
- 中午12点：热带风暴克里斯托瓦尔被一片更大规模的温带气旋吸收[8]。
- 下午14点：飓风多莉在德克萨斯州近海增强成二级飓风并达到风力时速160公里，最低气压963毫巴（百帕，28.4英寸汞柱）的最高强度[10]。
- 下午18点20分：飓风多莉以每小时140公里风速从威拉西县曼斯菲尔德港（Port Mansfield）东南方向约25公里处登陆德克萨斯州[10]。
- 晚上20点：飓风多莉以风力时速130公里强度从曼斯菲尔德港以南约15公里处登陆德克萨斯州内陆[10]。

7月24日
- 早上6点：飓风多莉降级成热带风暴[10]。

7月25日
- 凌晨0点：热带风暴多莉在墨西哥最北部上空弱化成热带低气压[10]。

7月26日
- 凌晨0点：热带低气压多莉在墨西哥内陆的山区上空退化成不含对流的残留低气压区[10]。

### 8月
8月3日

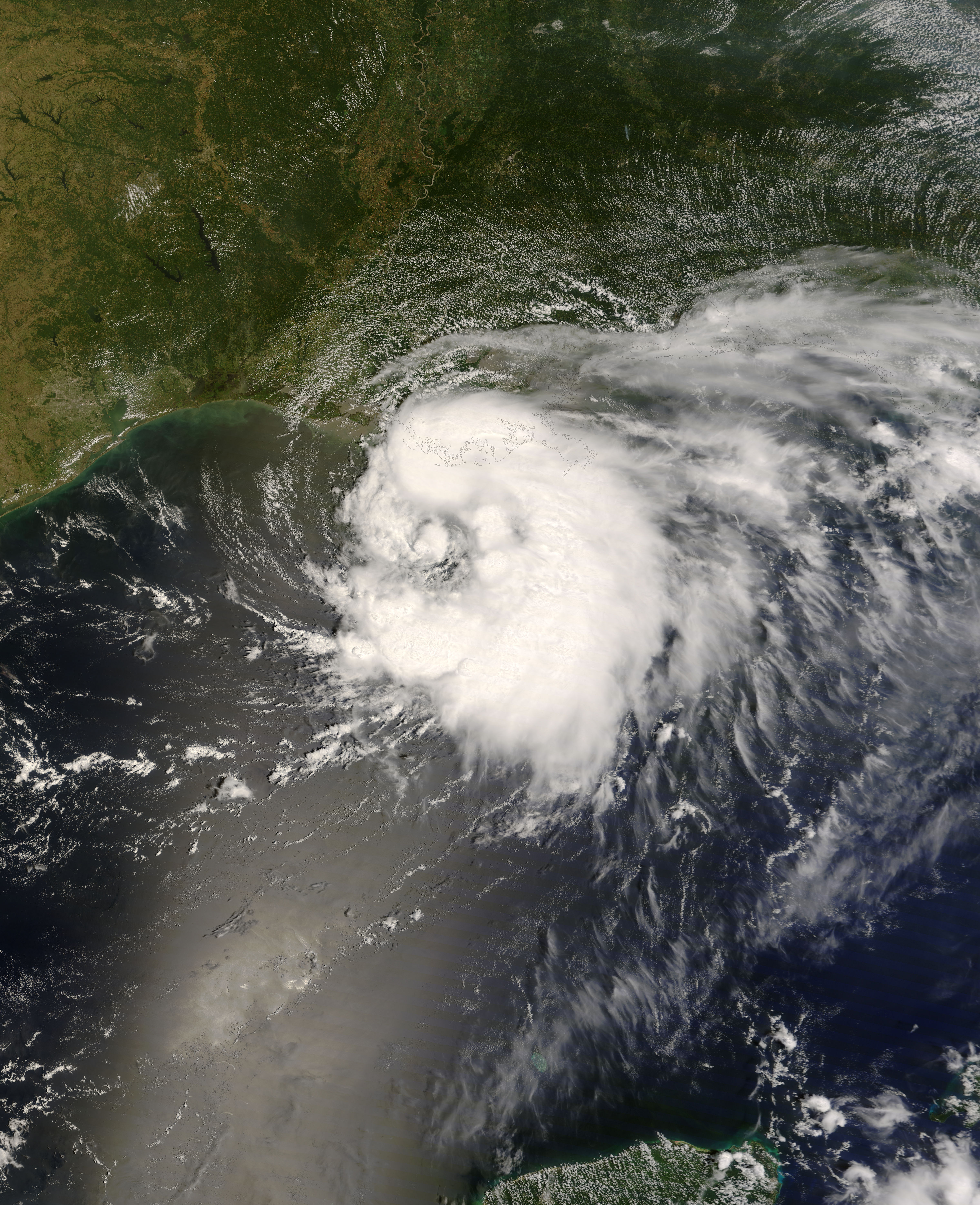
8月5日位于路易斯安那州近海的热带风暴爱德华

- 中午12点：第五号热带低气压在佛罗里达州彭萨科拉以南约230公里海域由一片低气压区发展形成[11]。

8月4日
- 凌晨0点：第五号热带低气压在路易斯安那州东南方向洋面达到热带风暴强度并获名“爱德华”（Edouard）[11]。

8月5日
- 中午12点：热带风暴爱德华达到风速每小时105公里，最低气压996毫巴（百帕，29.4英寸汞柱）的最高强度。风暴几乎还在同一时间登陆德克萨斯州麦克法丁国家野生动物保护区[11]。

8月6日
- 凌晨0点：热带风暴爱德华在德克萨斯州内陆上空减弱成热带低气压[11]。
- 早上6点：热带低气压爱德华在德克萨斯州北部上空退化成一片不含对流的残留低气压区[11]。
- 中午12点：波多黎各最西北部以西近海发展出一股热带低气压[12]。

8月15日
- 下午14点30分：波多黎各附近的热带低气压达到热带风暴强度并获名“费伊”（Fay），并在几乎同一时间以风力时速65公里强度登陆多明尼加共和国[12]。

8月16日
- 上午11点45分：热带风暴费伊以每小时75公里风速沿海地戈纳夫岛东岸登陆[12]。

8月17日
- 上午9点：热带风暴费伊以风力时速75公里强度从古巴克鲁兹角（Cabo Cruz）以东约30公里处登陆[12]。

8月18日

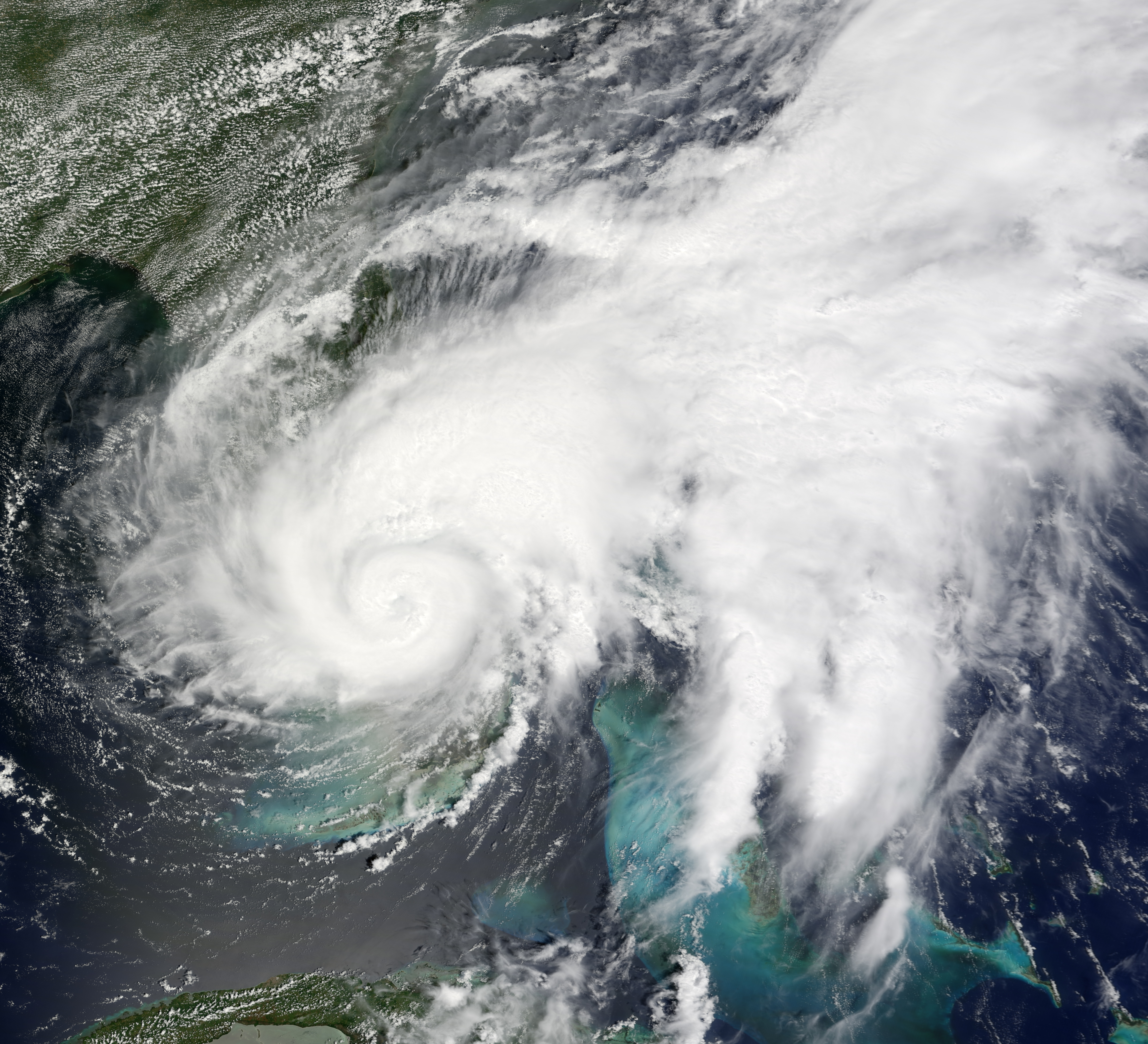
8月19日，热带风暴费伊位于佛罗里达州上空

- 早上7点：热带风暴费伊以每小时75公里风速在西恩富戈斯以西约30公里处登陆[12]。
- 晚上20点30分：热带风暴费伊以风力时速95公里强度从基韦斯特附近登陆佛罗里达州[12]。

8月19日
- 上午8点45分：热带风暴费伊以每小时100公里风速从罗马诺海岬第二次登陆佛罗里达州[12]。
- 下午18点：热带风暴费伊达到风力时速110公里，最低气压986毫巴（百帕，29.1英寸汞柱）的最高强度[12]。

8月21日
- 晚上19点：热带风暴费伊以每小时100公里风速从弗拉格勒海滩附近第三度登陆佛罗里达州[12]。

8月23日
- 早上6点15分：热带风暴费伊以风力时速85公里强度从卡拉贝尔西南方向不远处第四次登陆佛罗里达州，创下单场热带气旋登陆该州次数的新纪录[12]。

8月24日
- 凌晨0点：热带风暴费伊减弱成热带低气压[12]。

8月25日

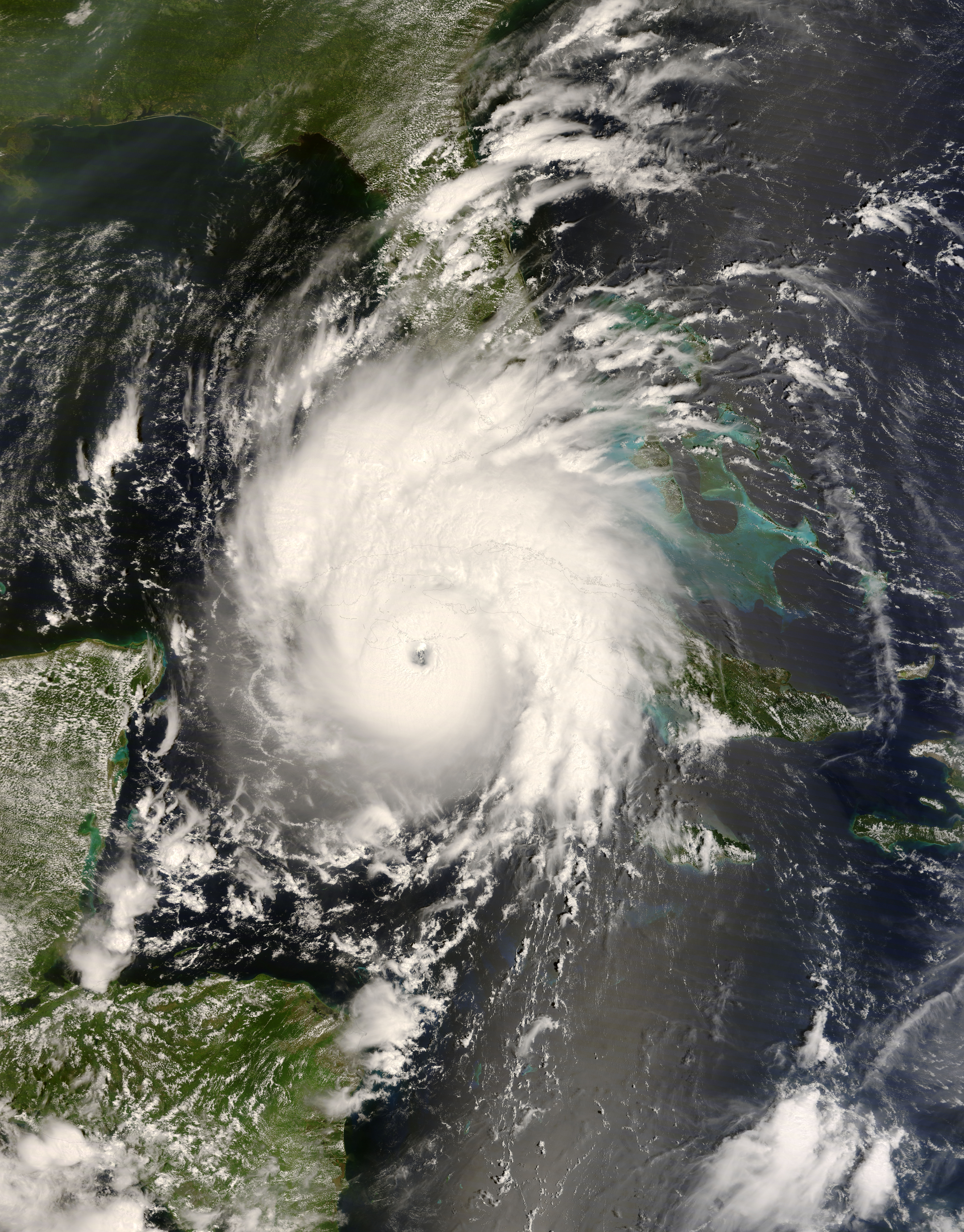
即将达到最高强度的飓风古斯塔夫

- 凌晨0点：第七号热带低气压在博奈尔东南方向约155公里海域由一股东风波发展形成[13]。
- 中午12点：第七号热带低气压达到热带风暴标准并获命名为“古斯塔夫”（Gustav）[13]。

8月26日
- 早上6点：热带风暴古斯塔夫达到飓风强度[13]。
- 下午18点：飓风古斯塔夫以每小时130公里风速登陆海地半岛西南部[13]。

8月27日
- 凌晨0点：飓风古斯塔夫在海地半岛西部部上空降级成热带风暴[13]。
- 早上6点：热带风暴费伊与一股更大规模的温带气旋融合而消散[12]。

8月28日
- 凌晨0点：第八号热带低气压在北部背风群岛西北方向以东约445公里洋面由一片低气压区发展形成[14]。
- 中午12点：第八号热带低气压升级成热带风暴并获命名为“汉娜”（Hanna）[14]。
- 下午18点：热带风暴古斯塔夫以风力时速110公里强度从牙买加曼冲尼尔（Manchioneal）附近登陆[13]。

8月29日
- 凌晨2点：热带风暴古斯塔夫以每小时110公里风速在莱昂内尔镇以东附近登陆[13]。
- 下午18点：热带风暴古斯塔夫再次达到飓风强度[13]。

8月30日
- 下午18点：飓风古斯塔夫以风力时速235公里强度登陆古巴青年岛东南海岸[13]。
- 晚上22点：飓风古斯塔夫达到风速每小时250公里，最低气压941毫巴（百帕，27.8英寸汞柱）的最高强度，并以此强度从洛斯帕拉西奥斯以东附近登陆[13]。

### 9月
9月1日

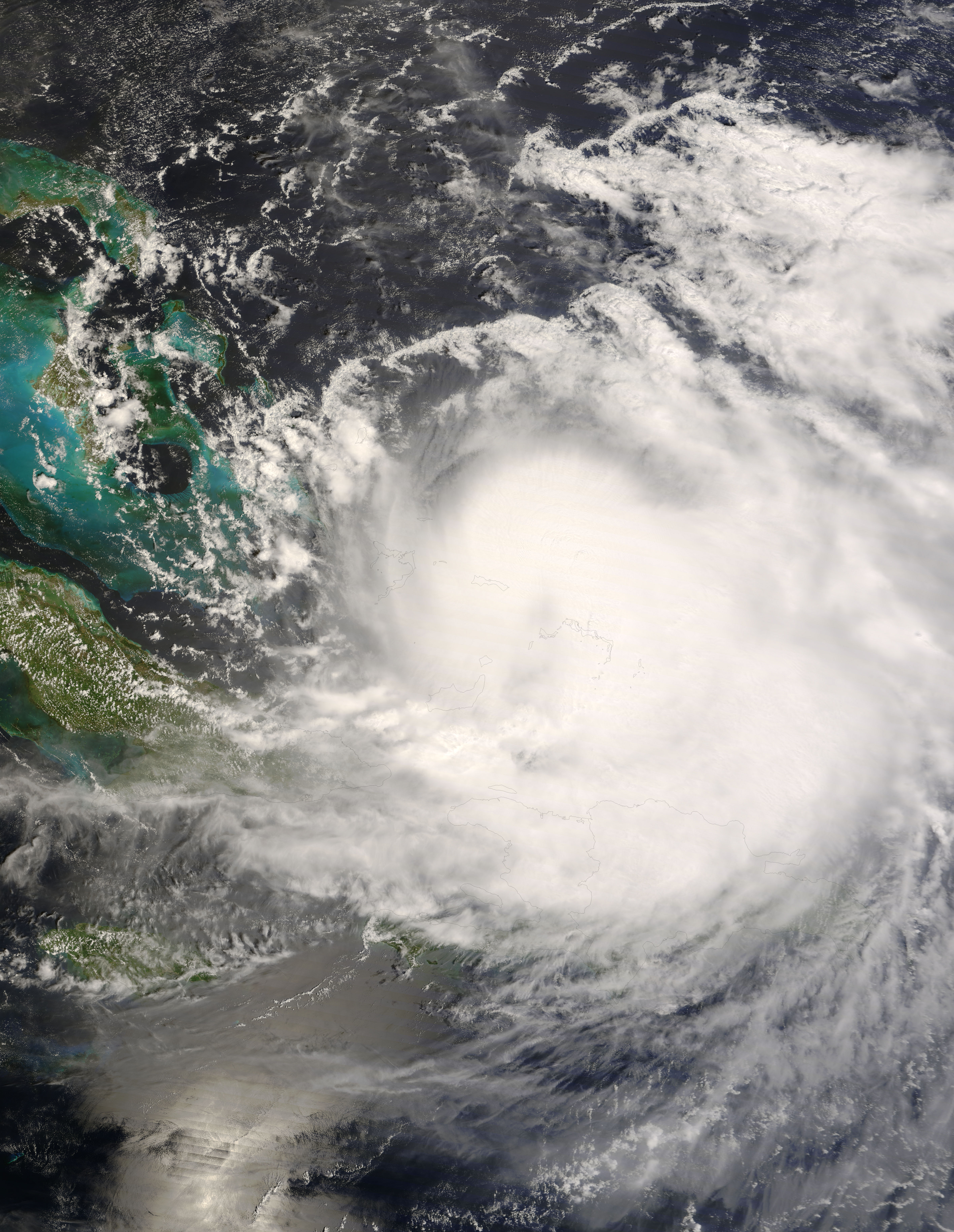
正处最高强度的飓风汉娜

- 早上6点：第九号热带低气压由佛得角群岛以西约1085公里海域的一股东风波发展形成[15]。
- 中午12点：第九号热带低气压强化成热带风暴并获名“艾克”（Ike）[15]。
- 下午15点：飓风古斯塔夫以风力时速160公里强度从路易斯安那州泰勒博恩堂区的科科德里（Cocodrie）附近登陆[13]。
- 下午18点：热带风暴汉娜在多明尼加共和国以北达到飓风强度标准[14]。

9月2日
- 凌晨0点：飓风古斯塔夫在路易斯安那州西南部上空减弱成热带风暴[13]。
- 凌晨0点：飓风汉娜达到风速每小时135公里，最低气压977毫巴（百帕，28.9英寸汞柱）的最高强度。系统几乎还在同一时间以最高强度从凯科斯群岛的普罗维登西亚莱斯岛附近登陆[14]。
- 凌晨0点：第十号热带低气压由佛得角群岛萨尔岛东南偏南方向约445公里洋面的一股东风波发展形成[16]。
- 早上6点：第十号热带低气压增强成热带风暴并获名“约瑟芬”（Josephine）[16]。
- 中午12点：热带风暴古斯塔夫降级成热带低气压[13]。
- 中午12点：飓风汉娜弱化成热带风暴[14]。

9月3日
- 早上6点：热带风暴约瑟芬达到风力时速105公里，最低气压994毫巴（百帕，29.4英寸汞柱）的最高强度[16]。
- 下午18点：热带风暴艾克在北背风群岛西北部以东约965公里海域达到一级飓风强度[15]。
- 晚上19点：热带风暴汉娜以每小时95公里风速从大凯科斯岛附近登陆[14]。

9月4日

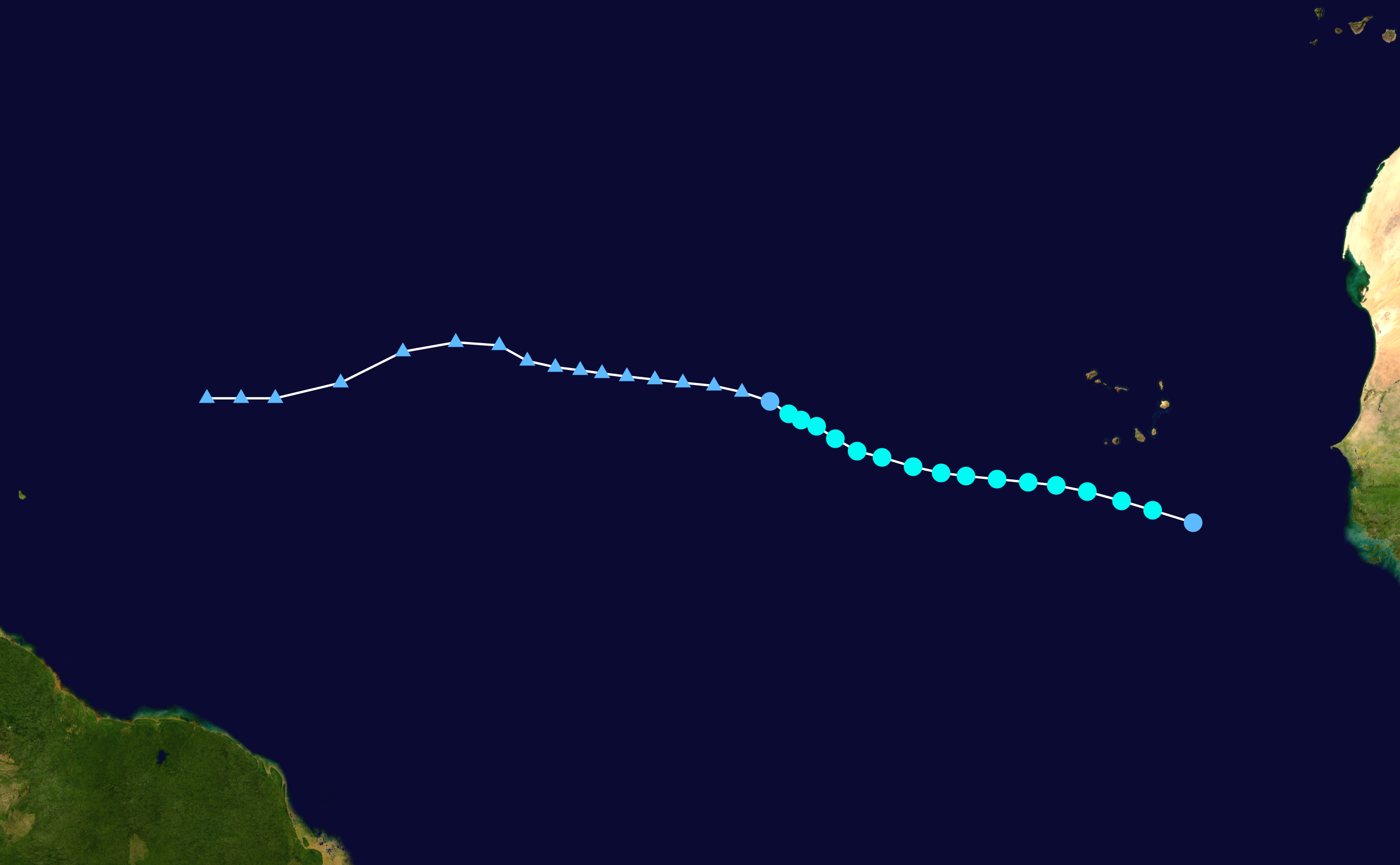
热带风暴约瑟芬的移动路径

- 凌晨0点：飓风艾克迅速发展成三级飓风[15]。
- 早上6点：飓风艾克达到风力时速233公里，最低气压935毫巴（百帕，27.6英寸汞柱）的最高强度[15]。
- 中午12点：热带低气压古斯塔夫在密苏里州上空转变成温带气旋[13]。

9月5日
- 中午12点：飓风艾克减弱成三级飓风[15]。

9月6日
- 凌晨0点：热带风暴约瑟风降级成热带低气压[16]。
- 早上6点：热带低气压约瑟芬退化成一片没有对流的残留低气压区[16]。
- 早上7点20分：热带风暴汉娜以每小时115公里风速在北卡罗莱纳州和南卡罗莱纳州边界附近登陆[14]。
- 中午12点：飓风艾克回落到二级飓风飓风[15]。
- 下午18点：飓风艾克迅速强化成四级飓风[15]。

9月7日
- 早上6点：热带风暴汉娜转变成温带气旋[14]。
- 中午12点：飓风艾克减弱成三级飓风[15]。
- 下午13点：飓风艾克以风力时速200公里强度登陆巴哈马的大伊纳瓜岛登陆[15]。

9月8日

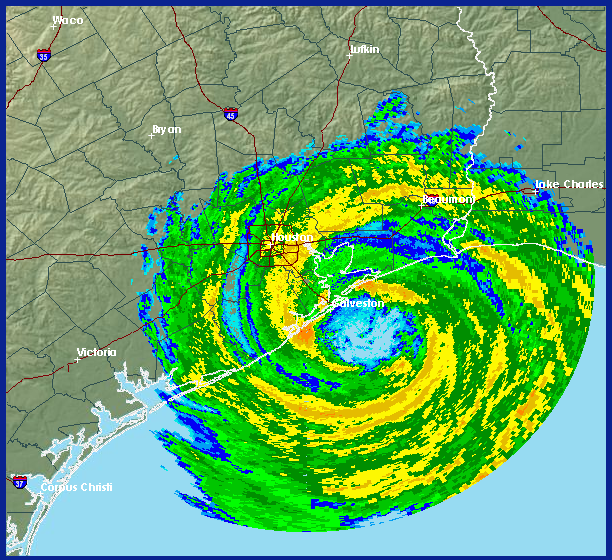
即将在德克萨斯州海岸线登陆的飓风艾克

- 凌晨0点：飓风艾克再度强化成四级飓风[15]。
- 凌晨2点15分：飓风艾克以每小时215公里风速从古巴卡布卢卡里西亚（Cabo Lucrecia）附近登陆[15]。
- 早上6点：飓风艾克减弱成三级飓风[15]。
- 中午12点：飓风艾克弱化成二级飓风[15]。
- 下午18点：飓风艾克降至一级飓风强度[15]。

9月9日
- 下午14点：飓风艾克以风力时速130公里强度从古巴蓬塔拉卡皮塔纳（Punta La Capitana）附近登陆[15]。

9月10日
- 下午18点：飓风艾克再度增强成二级飓风[15]。

9月13日
- 早上7点：飓风艾克以每小时175公里风速在加尔维斯顿岛最北端登陆[15]。
- 下午18点：飓风艾克迅速弱化成热带风暴[15]。

9月14日
- 中午12点：热带风暴艾克转变成温带气旋[15]。

9月25日
- 凌晨0点：多明尼加共和国以北约160公里洋面的一股东风波发展成热带低气压[17]
- 早上6点：多明尼加共和国北面的热带低气压增强成热带风暴并获名“凯尔”（Kyle）[17]。

9月27日

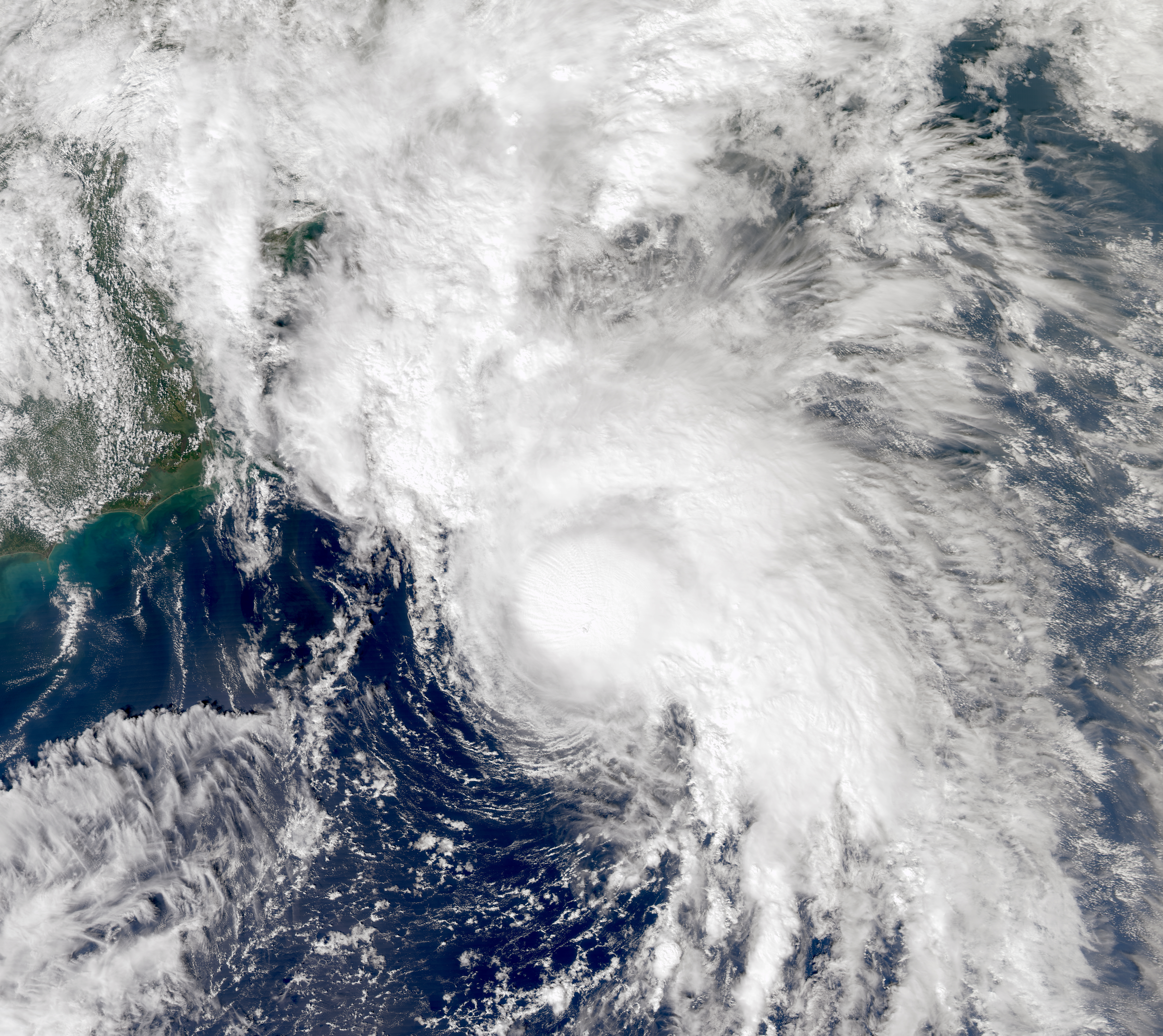
即将达到最高强度的飓风凯尔

- 中午12点：热带风暴凯尔在百慕大以西约485公里海域达到一级飓风强度[17]。

9月28日
- 中午12点：飓风凯尔达到风力时速135公里的最高强度[17]。
- 下午18点：飓风凯尔达到984毫巴（百帕，29.1英寸汞柱）的最低气压[17]。

9月29日
- 凌晨0点：飓风卡尔以每小时120公里风速在新斯科舍雅茅斯（Yarmouth）附近登陆[17]。
- 早上6点：飓风凯尔降级成热带风暴并且即将转变成温带气旋[17]。
- 早上6点：纽芬兰岛开普雷斯（Cape Race）东南偏南方向约1045公里洋面的一片温带低气压区发展成亚热带风暴并获命名为“劳拉”（Laura）[18]。

9月30日
- 中午12点：亚热带风暴劳拉转变成热带风暴[18]。
- 下午18点：热带风暴劳拉达到994毫巴（百帕，29.4英寸汞柱）的最低气压[18]。

### 10月
10月1日
- 中午12点：热带风暴劳拉退化成一片不含对流的残留低气压区[18]。

10月6日
- 凌晨0点：第十三号热带低气压由坎佩切湾特尔米诺斯潟湖上空的一片低气压区发展形成[19]。
- 中午12点：第十三号热带低气压在夸察夸尔科斯东北方向约95公里海域强化成热带风暴并获名“马可”（Marco）[19]。

10月7日

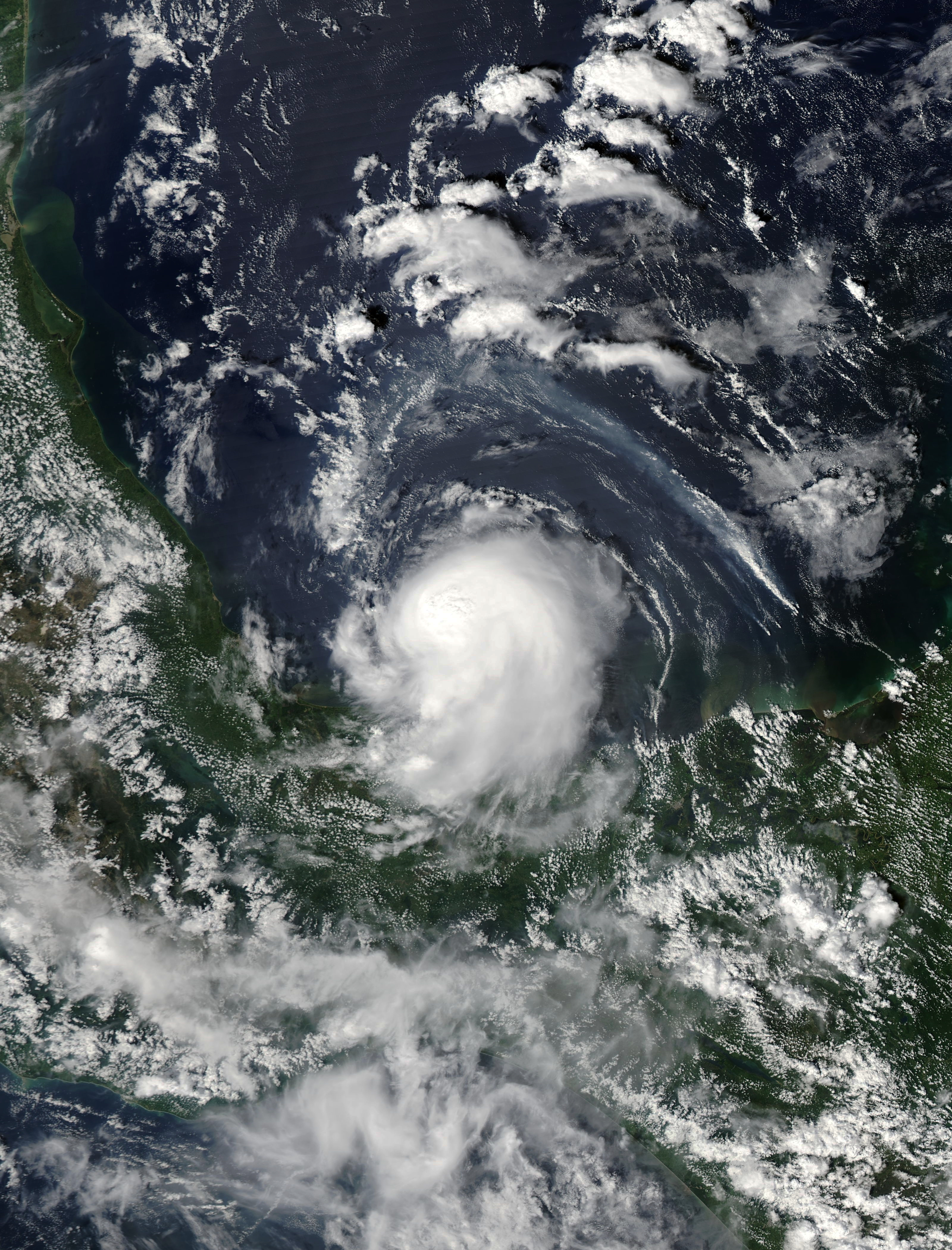
10月6日，即将达到最高强度的热带风暴马可。

- 凌晨0点：热带风暴马可达到风力时速100公里，最低气压998毫巴（百帕，29.5英寸汞柱）的最高强度[19]。
- 中午12点：热带风暴马可以每小时100公里风速从韦拉克鲁斯州米桑特拉（Misantla）以东登陆[19]。
- 下午18点：热带风暴马可退化成热带低气压[19]。

10月8日
- 凌晨0点：热带低气压马可在墨西哥内陆的山区上空消散[19]。

10月12日
- 早上6点：佛得角群岛以西约1110公里洋面的一片低气压区发展成了热带低气压[20]。
- 中午12点：佛得角群岛以西的热带低气压达到热带风暴强度标准并获名“娜娜”（Nana）[20]。

10月13日
- 凌晨0点：热带风暴娜娜达到风力时速65公里，气压1004毫巴（百帕，29.6英寸汞柱）的最高强度[20]。
- 早上6点：第十五号热带低气压由多明尼加共和国最东南角以南约265公里海域的一片低气压区发展形成[21]。
- 中午12点：热带风暴娜娜在佛得角群岛以西约1400公里洋面减弱成热带低气压[20]。

10月14日
- 凌晨0点：第十五号热带低气压在阿鲁巴东北偏北方向约200公里海域增强成热带风暴并获名“奥马尔”（Omar）[21]。
- 中午12点：热带低气压娜娜在中大西洋退化成一片不含对流的低气压区[20]。
- 中午12点：第十六号热带低气压由尼加拉瓜和洪都拉斯边境海岸东北方向约75公里洋面的一股东风波发展形成，并且同一时间已经达到风速每小时45公里，最低气压1004毫巴（百帕，29.6英寸汞柱）的最高强度[22]。
- 中午12点30分：第十六号热带低气压以风力时速45公里强度在洪都拉斯蓬塔帕图卡（Punta Patuca）以西不远处登陆[22]。

10月15日

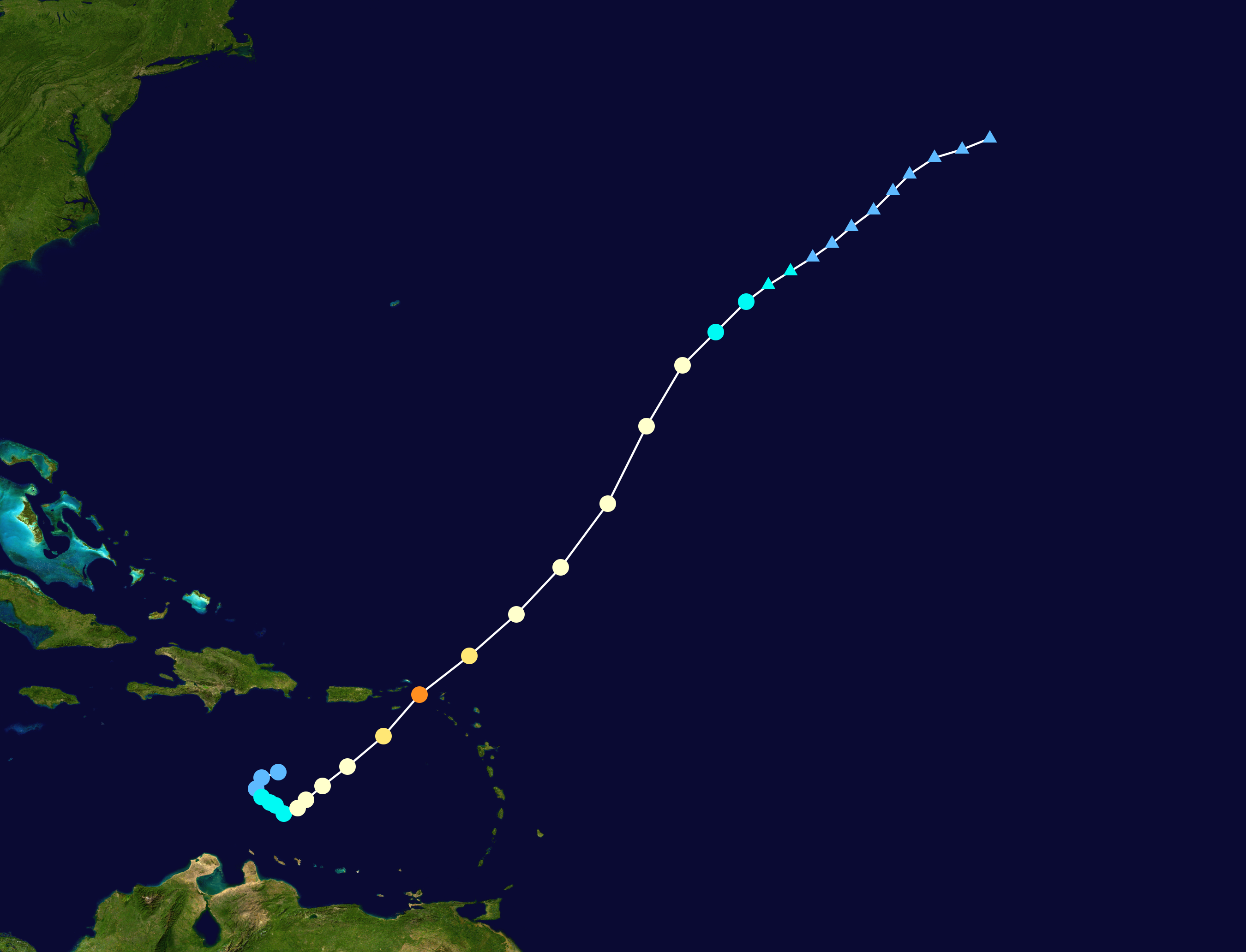
飓风奥马尔的行进路线

- 凌晨0点：热带风暴奥马尔达到一级飓风强度[21]。

10月16日
- 凌晨0点：飓风奥马尔成为二级飓风[21]。
- 凌晨0点：第十六号热带低气压在洪都拉斯中东部的山区上空退化成一片不含对流的残留低气压区[22]。
- 早上6点：飓风奥马尔快速发展成四级飓风，并且这时也达到了风速每小时215公里，最低气压958毫巴（百帕，28.3英寸汞柱）的最高强度[21]。
- 中午12点：飓风奥马尔减弱成二级飓风[21]。
- 下午18点：飓风奥马尔降至一级飓风强度[21]。

10月18日
- 凌晨0点：飓风奥马尔降级成热带风暴[21]。
- 中午12点：热带风暴奥马尔退化成一片不含对流的残留低气压区[21]。

### 11月
11月5日
- 下午18点：第十七号热带低气压在尼加拉瓜和洪都拉斯边界东南方向约185公里的西南加勒比海上空发展形成[23]。

11月6日

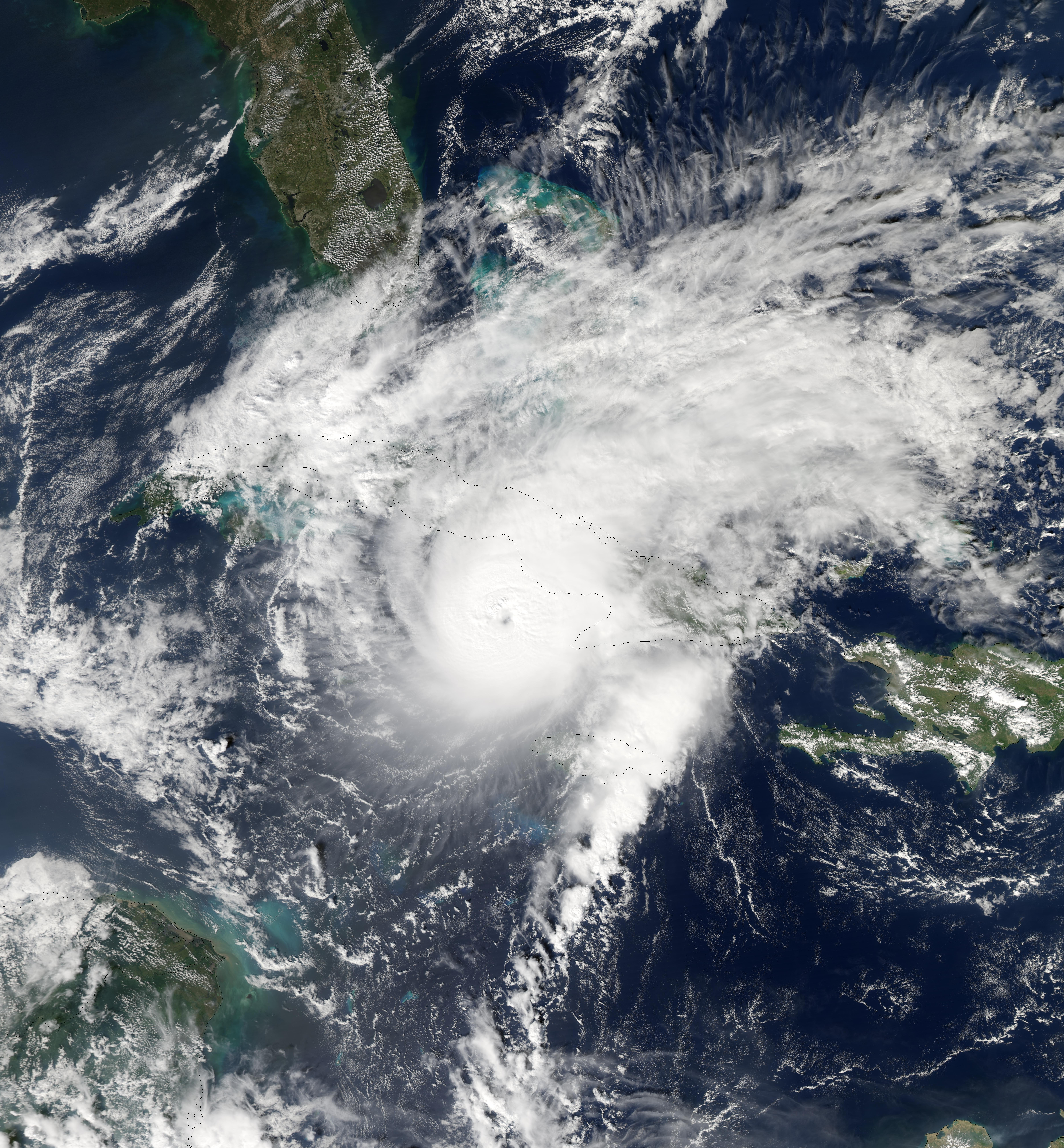
达到最高强度后不久的飓风帕洛玛

- 早上6点：第十七号热带低气压在尼加拉瓜和洪都拉斯边界以东约95公里海域达到热带风暴强度并获名“帕洛玛”（Paloma）[23]。

11月7日
- 凌晨0点：热带风暴帕洛玛达到飓风强度[23]。

11月8日
- 凌晨0点：飓风帕洛玛增强成三级飓风[23]。
- 中午12点：飓风帕洛玛强化至四级飓风标准并达到风力时速230公里，最低气压944毫巴（百帕，27.9英寸汞柱）的最高强度[23]。
- 晚上23点：飓风帕洛玛的强度回落到二级飓风水平并以每小时175公里风速登陆古巴[23]。

11月9日
- 凌晨1点：飓风帕洛玛以风力时速165公里强度从古巴卡马圭省圣克鲁斯德尔苏尔（Santa Cruz del Sur）附近登陆[23]。
- 早上6点：飓风帕洛玛在古巴上空降级成热带风暴[23]。
- 下午18点：热带风暴帕洛玛弱化成热带低气压[23]。

11月10日
- 凌晨0点：热带低气压帕洛玛在古巴上空退化成一片不含对流的残留低气压区[23]。

11月30日
- 2008年大西洋飓风季正式结束[4]。

## 解释说明
1. ↑  根据美国国家海洋和大气管理局的定义，一个大西洋飓风季平均会形成12场热带风暴，其中6个会成为飓风，两场会达到大型飓风强度[2]。
2. ↑  大型飓风是指最大持续风速可以在萨菲尔-辛普森飓风等级中达到三级或以上的风暴[5]。
3. ↑  东风波指的是沿信风移动的低压槽[9]。